# Darrūd
Darrūd (persiska: دررود, Dar Rūd) är en ort i Iran.   Den ligger i provinsen Khorasan, i den nordöstra delen av landet, 700 km öster om huvudstaden Teheran. Darrūd ligger 1 557 meter över havet och antalet invånare är 4 979.
Terrängen runt Darrūd är varierad. Runt Darrūd är det ganska tätbefolkat, med 56 invånare per kvadratkilometer. Darrūd är det största samhället i trakten. Omgivningarna runt Darrūd är i huvudsak ett öppet busklandskap.